# تشارلز جي. بينيت
تشارلز جي. بينيت (بالإنجليزية: Charles G. Bennett)‏ هو محامي وسياسي أمريكي، ولد في 11 ديسمبر 1863 في بروكلين في الولايات المتحدة، وتوفي بنفس المكان في 25 مايو 1914. حزبياً، نشط في الحزب الجمهوري. وقد انتخب عضو مجلس النواب الأمريكي.